# فينس غالاغير
فينس غالاغير (بالإنجليزية: Vincent Joseph Gallagher, Jr.)‏ هو مجدف أمريكي، ولد في 30 أبريل 1899 في بروكلين في الولايات المتحدة، وتوفي في 27 يونيو 1983 في ميامي في الولايات المتحدة.

## وصلات خارجية
- فينس غالاغير على موقع الاتحاد الدولي للتجديف (الإنجليزية)
- فينس غالاغير على موقع اللجنة الأولمبية الدولية (الإنجليزية)
- فينس غالاغير على موقع أوليمبيديا (الإنجليزية)